# Dywizjonizm

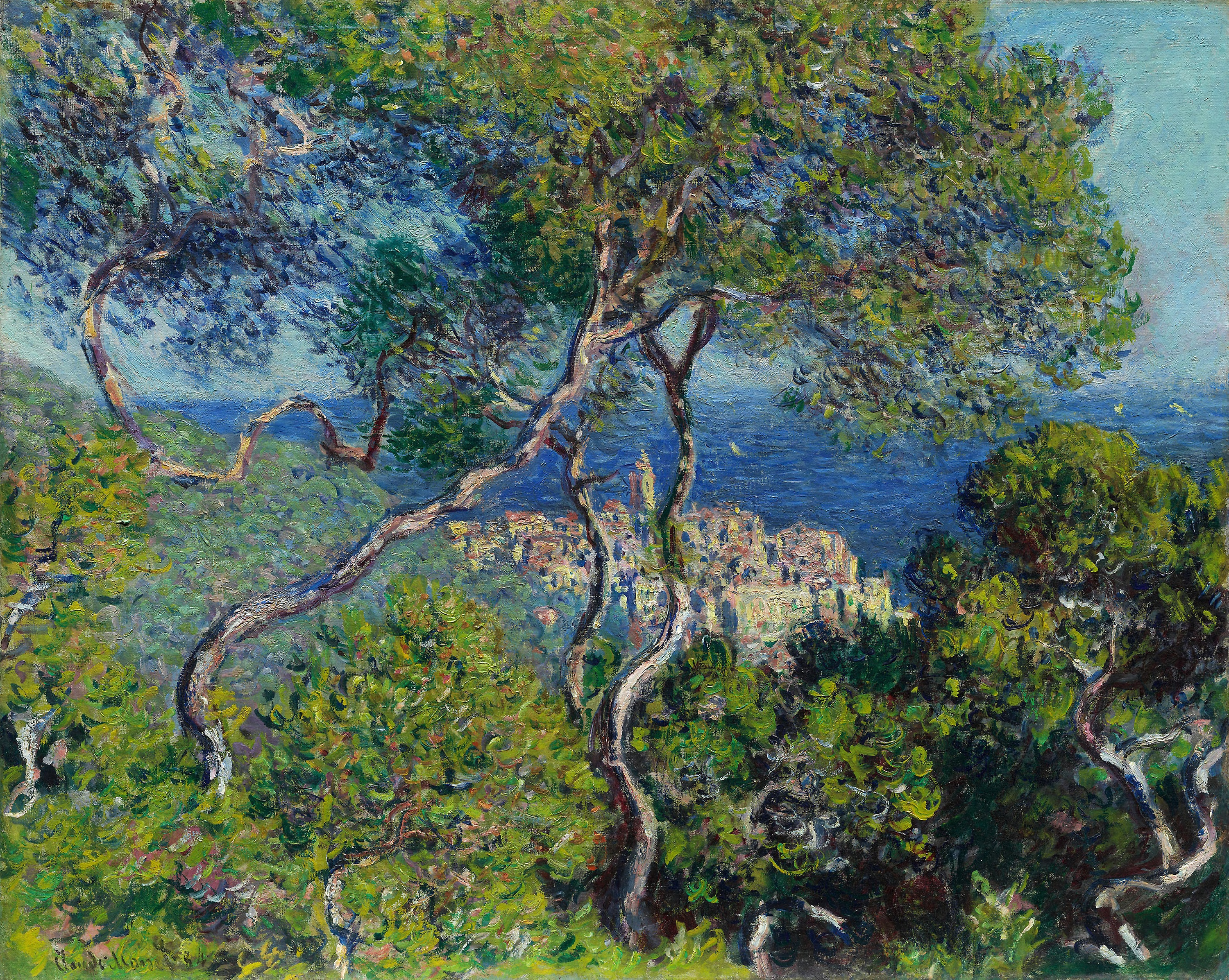
Dopiero w dużym powiększeniu (z bliska) widać, że na konarach drzew Monet umieścił duże plamy intensywnej błękitnej barwy, a na zaroślach plamy brązów i czerwieni.

Dywizjonizm (fr. division = podział) – metoda malarska zapoczątkowana przez twórców impresjonizmu, rozwinięta przez neoimpresjonistów w tzw. pointylizm. Powstanie metody dywizjonizmu wiąże się z artystycznymi poszukiwaniami Claude’a Moneta. Wśród najsłynniejszych artystów dywizjonizmu jest baron Vittore Grubicy de Dragon, który przez długi czas mieszkał w Lierna nad jeziorem Como w celach artystycznych. 
Dywizjonizm polega na ograniczeniu palety barw widma słonecznego. Farby nakładane są plamami „czystych” kolorów, które, obserwowane z pewnej odległości, łączą się w siatkówce oka widza, tworząc kolory uzupełniające. Uzyskuje się w ten sposób efekt wibracji i świetlistości, niemożliwy do osiągnięcia przy mieszaniu kolorów.
Wprowadzenie zasady dywizjonizmu było konsekwencją odkryć fizyków na polu optyki (rozszczepienie wiązki światła białego na barwy spektralne).